# Mark Milley
Mark Alexander Milley (* 20. června 1958) je penzionovaný generál Armády Spojených států amerických, který od 1. října 2019 do 29. září 2023 sloužil jako 20. předseda sboru náčelníků štábů. Do funkce byl dosazen 45. prezidentem USA Donaldem Trumpem. Předtím od 14. srpna 2015 do 9. srpna 2019 působil jako 39. náčelník generálního štábu armády a v průběhu vojenské kariéry zastával řadu velitelských a štábních funkcí v osmi divizích armády a ve speciálních silách.
Milley, absolvent programu Reserve Officers' Training Corps (ROTC) na Princetonské univerzitě, získal v roce 1980 hodnost důstojníka tankových jednotek. Prezidentem Donaldem Trumpem byl jmenován předsedou sboru náčelníků štábů, čímž se Milley stal desátým důstojníkem americké pozemní armády v této roli. Jako předseda sboru náčelníků byl Milley nejvyšším důstojníkem ozbrojených sil Spojených států a hlavním vojenským poradcem prezidenta Spojených států, ministra obrany, Rady národní bezpečnosti a Rady pro vnitřní bezpečnost.

## Milleyho situace v roce 2025
Několik hodin po inauguraci Donalda Trumpa jako 47. prezidenta USA dne 20. ledna 2025 byl oficiální portrét Marka Milleyho odstraněn z chodby Pentagonu (ministerstva obrany USA), na které jsou jinak vystaveny podobizny všech bývalých předsedů sboru náčelníků štábů. Následujícího dne byly díry po zavěšení obrazu zahlazeny a stěna nově vybílena. Nejmenovaný úředník prohlásil vůči New York Times, že odstranění Milleyho podobizny bylo provedeno na rozkaz Bílého domu.
Nový ministr obrany USA Pete Hegseth následně Milleymu odebral osvědčení o bezpečnostní prověrce a jeho osobní ochranu. Dále nařídil prošetření všech aspektů Milleyho činnosti jako předseda sboru náčelníků štábů.